# 데이번 제퍼슨
데이번 제퍼슨(영어: Davon Jefferson, 1986년 11월 3일 ~ )은 미국의 농구 선수이며, 창원 LG 세이커스 소속으로 활약하였다.